# شبكية
شبكية العين (باللاتينية: retina) وهي الطبقة الأعمق والأكثر حساسية للضوء من أنسجة عين معظم الفقاريات وبعض الرخويات. تخلق بصريات العين صورة مركزة ثنائية الأبعاد للعالم المرئي على شبكية العين، والتي تترجم تلك الصورة إلى نبضات عصبية كهربائية للدماغ لإنشاء الإدراك البصري. تؤدي شبكية العين وظيفة مماثلة لوظيفة مستشعر الصورة أو الفيلم في الكاميرا.
تتكون شبكية العين العصبية من عدة طبقات من الخلايا العصبية المترابطة بواسطة المشابك وتدعمها طبقة خارجية من الخلايا الظهارية المصطبغة. الخلايا الأولية المستشعرة للضوء في شبكية العين هي الخلايا المستقبلة للضوء، وهي من نوعين: العصي والمخاريط. تعمل القضبان بشكل أساسي في الضوء الخافت وتوفر رؤية بالأبيض والأسود. تعمل المخاريط في ظروف مضاءة جيدًا وهي مسؤولة عن إدراك اللون، فضلاً عن الرؤية عالية الحدة المستخدمة في مهام مثل القراءة. النوع الثالث من الخلايا المستشعرة للضوء، الخلية العقدية الحساسة للضوء، مهم لإحاطة إيقاعات الساعة البيولوجية والاستجابات الانعكاسية مثل منعكس الحدقة.
يبدأ الضوء الذي يصيب شبكية العين في سلسلة من الأحداث الكيميائية والكهربائية التي تؤدي في النهاية إلى إرسال نبضات عصبية يتم إرسالها إلى مراكز بصرية مختلفة في الدماغ عبر ألياف العصب البصري. تخضع الإشارات العصبية من العصي والمخاريط للمعالجة بواسطة عصبونات أخرى، والتي يتخذ ناتجها شكل جهود العمل في الخلايا العقدية الشبكية التي تشكل محاورها العصب البصري. يمكن إرجاع العديد من السمات الهامة للإدراك البصري إلى تشفير الشبكية ومعالجة الضوء.
في التطور الجنيني للفقاريات، تنشأ شبكية العين والعصب البصري كنموات للدماغ النامي، وتحديداً الدماغ البيني الجنيني؛ وبالتالي، تعتبر شبكية العين جزءًا من الجهاز العصبي المركزي (CNS) وهي في الواقع أنسجة دماغية. إنه الجزء الوحيد من الجهاز العصبي المركزي الذي يمكن تخيله بطريقة غير جراحية.

## أصل التسمية
يرجع أصل التسمية العربية بحسب حنين بن إسحق إلى شبهها بشبكة الصياد بحسب وصفه في كتابه «المسائل في العين» وكتابه «المقالات العشر».

## بناء

### الشبكية المقلوبة مقابل غير المقلوبة
تنقلب الشبكية الفقارية بمعنى أن خلايا استشعار الضوء موجودة في الجزء الخلفي من الشبكية، لذلك يجب أن يمر الضوء عبر طبقات من الخلايا العصبية والشعيرات الدموية قبل أن يصل إلى العصي والمخاريط. تقع الخلايا العقدية، التي تشكل محاورها العصبية العصب البصري، في مقدمة الشبكية. لذلك يجب أن يعبر العصب البصري عبر شبكية العين في طريقه إلى الدماغ. في هذه المنطقة لا توجد مستقبلات ضوئية، مما يؤدي إلى ظهور النقطة العمياء. في المقابل، في شبكية رأسيات الأرجل، تكون المستقبلات الضوئية في المقدمة، مع معالجة الخلايا العصبية والشعيرات الدموية خلفها. وبسبب هذا، فإن رأسيات الأرجل ليس لديها بقعة عمياء.
على الرغم من أن الأنسجة العصبية العلوية شفافة جزئيًا، وقد ثبت أن الخلايا الدبقية المصاحبة لها تعمل كقنوات ألياف بصرية لنقل الفوتونات مباشرة إلى المستقبلات الضوئية، يحدث تشتت الضوء. تحتوي بعض الفقاريات، بما في ذلك البشر، على منطقة في شبكية العين المركزية تتكيف مع الرؤية الشديدة. هذه المنطقة، التي تسمى النقرة المركزية، لا تحتوي على الأوعية الدموية (لا تحتوي على أوعية دموية)، وتحتوي على الحد الأدنى من الأنسجة العصبية أمام المستقبلات الضوئية، مما يقلل من تشتت الضوء.
تمتلك رأسيات الأرجل شبكية غير مقلوبة يمكن مقارنتها في حل القوة لعيون العديد من الفقاريات. لا تحتوي عيون الحبار على نظير للظهارة الصباغية للشبكية الفقارية (ظهارة الشبكية الصبغية). على الرغم من أن مستقبلاتها الضوئية تحتوي على بروتين، ريتينوكروم، يعيد تدوير شبكية العين ويكرر إحدى وظائف الفقاريات ظهارة الشبكية الصبغية، يمكن للمرء أن يجادل بأن مستقبلات رأسيات الأرجل الضوئية لا يتم الحفاظ عليها كما هو الحال في الفقاريات، ونتيجة لذلك، فإن العمر المفيد للمستقبلات الضوئية في اللافقاريات أقصر بكثير من الفقاريات. نادرا ما يحدث استبدال عيون الساق (بعض الكركند) أو الشبكية (بعض العناكب، مثل دينوبيس).
لا تنشأ شبكية رأسيات الأرجل نتيجة نمو الدماغ، كما يفعل الفقاريات. يمكن القول أن هذا الاختلاف يظهر أن عيون الفقاريات ورأسي الأرجل ليست متجانسة ولكنها تطورت بشكل منفصل. من منظور تطوري، يمكن أن تنشأ بنية أكثر تعقيدًا مثل شبكية العين المقلوبة عمومًا كنتيجة لعمليتين مختلفتين: (أ) حل وسط مفيد بين القيود الوظيفية المتنافسة، أو (ب) كأثر تاريخي غير قابل للتكيف لـ المسار المعقد لتطور الأعضاء وتحولهم. الرؤية هي تكيف مهم في الفقاريات العليا.
وجهة نظر ثالثة لعين الفقاريات «المقلوبة» هي أنها تجمع بين فائدتين: الحفاظ على المستقبلات الضوئية المذكورة أعلاه، وتقليل شدة الضوء اللازمة لتجنب تعمية المستقبلات الضوئية، والتي تستند إلى العيون الحساسة للغاية لأسلاف أسماك الهاg الحديثة (سمكة تعيش في مياه عميقة ومظلمة).
الشبكية ‏ هي الطبقة الداخلية للعين، وتتصف بكونها رقيقة لا يتعدى سمكها سمك ورقة كتاب وتحتوي على عشرة طبقات مكونة من الخلايا العصبية والألياف العصبية وخلايا مستقبلة للضوئية ونسيج داعم. تعمل الشبكية على تحويل الأشعة الضوئية إلى نبضات عصبية يتم نقلها عبر العصب البصري إلى مراكز الدماغ العليا ويتم ذلك في المستقبلات الضوئية.
المستقبلات الضوئية نوعان: خلية عصوية (أو نبوتية) تساعد على الرؤية الليلية ولا تميز الألوان؛ والنوع الآخر خلايا مخروطية حساسة أيضا للضوء ولكن تميز الألوان. ذلك النوعان من الخلايا يغطي الطبقة الرقيقة الداخلية للعين المسماة شبكية، فيكون في استطاعتها تكوين صورة.
الخلايا العصوية (النبوتية) حساسة للضوء ذي الشدة البسيطة (الرؤية الليلية) ولا تميز الألوان؛ بينما الخلايا المخروطية تستجيب للضوء ذي الشدة العالية (الرؤية النهارية) وتميز الألوان. توجد في كلا نوعي الخلايا بروتينات معينة تسمى أوبسينات متنوعة، وتلك الأبسونات هي الحساسة للضوء. رؤية الألوان تحدث اعتمادا على التكامل الوظيفي للخلايا المخروطية، وما بها من أنواع مختلفة من الأبسونات - فمنها ما يستجيب للون الأحمر ومنها ما يستجيب للون الأزرق ومنها نوع يستجيب للون الأزرق - هذا خلال رؤية النهار.
الرؤية تحت ظروف الإضاءة القوية تسمى (Photopic Vision )، فرؤية العين في ظروف الإضاءة الجيدة (مستوى الإنارة من 10 إلى 108 شمعة / متر مربع). في البشر والعديد من الحيوانات الأخرى، يتم السماح فيها للرؤية الضوئية بإدراك الألوان بطريقة ممتازة، بوساطة الخلايا المخروطية، وتزداد حدة البصر والدقة الزمنية بشكل ملحوظ مقارنة بالرؤية في الضوء الخافت ليلاً. أما والرؤية تحت ظروف الإضاءة الخافتة تسمى ( scotopic vision)، أي رؤية الظلام أو الرؤية الليلية، يأتي المصطلح من كلمة "skotos" اليونانية، والتي تعني «الظلام»، و "-opia"، وتعني «حالة البصر». كما أنه في العين البشرية، الخلايا المخروطية لا تعمل في الضوء المرئي المنخفض. فالعين تعمل باستخدام الخلايا النبوتية (العصوية) بفاعلية عالية تحت ظروف الرؤية في الظلام، بينما تعمل باستخدام الخلايا المخروطية بفاعلية عالية تحت ظروف الرؤية في الضوء أو رؤية النهار.

### طبقات الشبكية

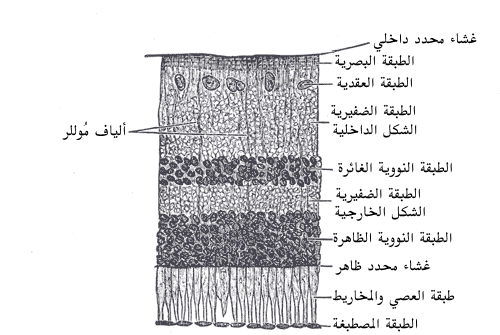
قسم شبكية العين

العصي والمخاريط وطبقات الأعصاب في شبكية العين. الجزء الأمامي (الأمامي) للعين على اليسار. يمر الضوء (من اليسار) عبر عدة طبقات عصبية شفافة للوصول إلى العصي والمخاريط (أقصى اليمين). تغيير كيميائي في العصي والمخاريط يرسل إشارة إلى الأعصاب. تنتقل الإشارة أولاً إلى الخلايا ثنائية القطب والأفقية (الطبقة الصفراء)، ثم إلى خلايا أماكرين وخلايا العقدة (الطبقة الأرجواني)، ثم إلى ألياف العصب البصري. تتم معالجة الإشارات في هذه الطبقات. أولاً، تبدأ الإشارات كمخرجات أولية للنقاط في الخلايا العصوية والمخروطية. ثم تحدد طبقات الأعصاب الأشكال البسيطة، مثل النقاط الساطعة المحاطة بالنقاط المظلمة والحواف والحركة. (بناء على رسم لرامون واي كاجال، 1911.)

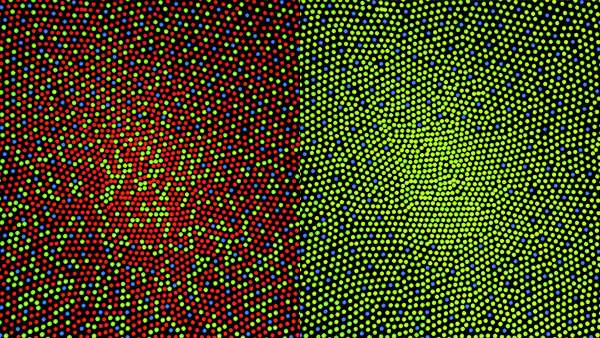
رسم توضيحي لتوزيع الخلايا المخروطية في نقرة فرد لديه رؤية ألوان طبيعية (يسار) وشبكية عمياء الألوان (بروتانوب). لاحظ أن مركز النقرة يحتوي على عدد قليل جدًا من الأقماع الحساسة للزرقة.

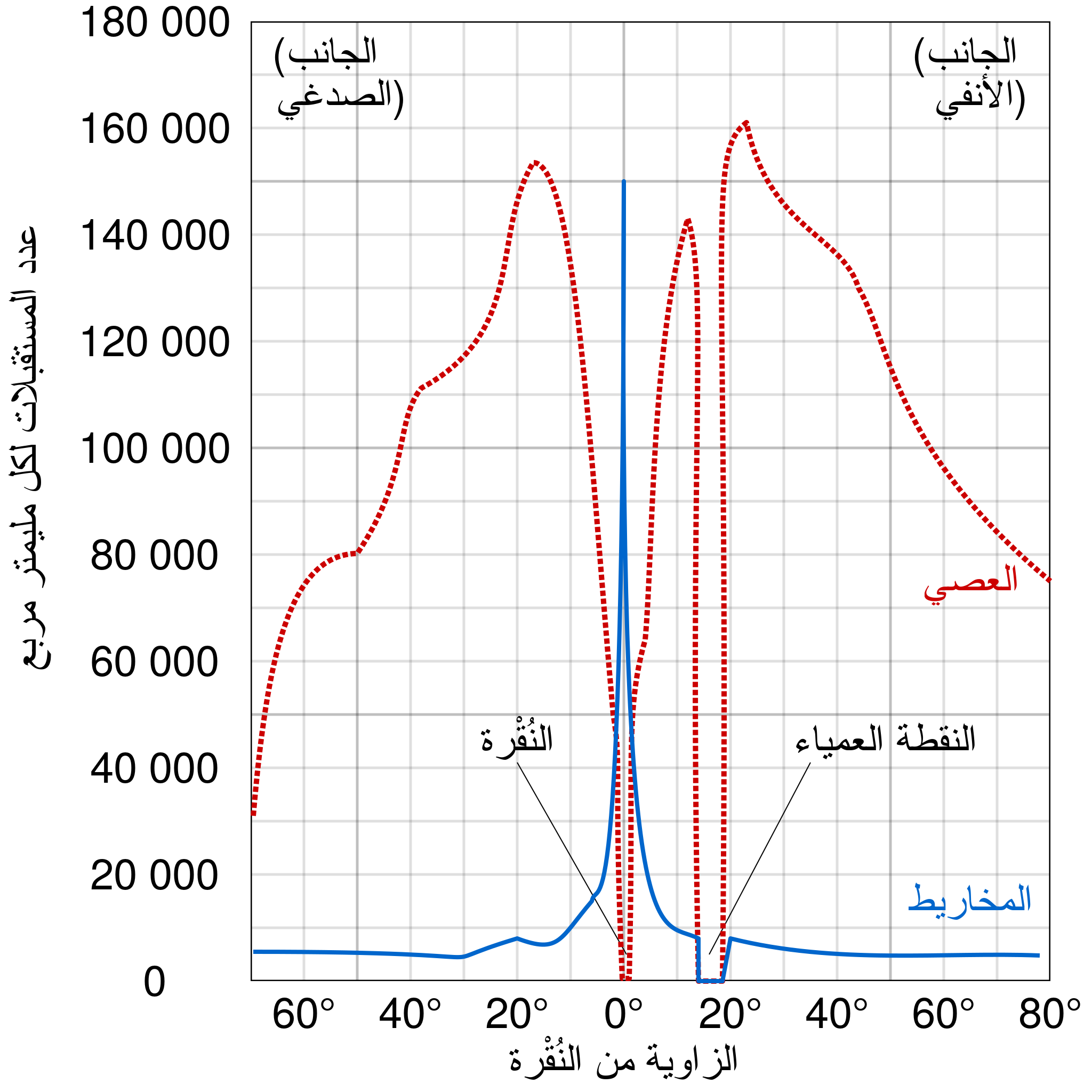
توزيع العصي والمخاريط على طول خط يمر عبر النقرة والنقطة العمياء للعين البشرية

تحتوي شبكية الفقاريات على عشر طبقات متميزة. من الأقرب إلى الأبعد عن الجسم الزجاجي:
1. الغشاء المحدد الداخلي - الغشاء القاعدي الذي طورته خلايا مولر.
2. طبقة الألياف العصبية - محاور لأجسام الخلايا العقدية (لاحظ وجود طبقة رقيقة من ألواح قدم خلية مولر بين هذه الطبقة والغشاء المحدد الداخلي).
3. طبقة الخلايا العقدية - تحتوي على نوى الخلايا العقدية، والتي تصبح المحاور العصبية منها ألياف العصب البصري، وبعض خلايا أماكرين النازحة.[3]
4. طبقة الضفيرة الداخلية - تحتوي على المشابك بين محاور الخلية ثنائية القطب والتشعبات في الخلايا العقدية وخلايا أماكرين.[3]
5. الطبقة النووية الداخلية - تحتوي على النوى وأجسام الخلايا المحيطة (بريكاريا) لخلايا أماكرين والخلايا ثنائية القطب والخلايا الأفقية.[3]
6. طبقة الضفيرة الخارجية - نتوءات من قضبان وأقماع تنتهي في كروي قضيب وعنق مخروطي، على التوالي. هذه تجعل التشابكات العصبية مع تشعبات الخلايا ثنائية القطب والخلايا الأفقية.[3] في المنطقة البقعية، يُعرف هذا باسم الطبقة الليفية لهينلي.
7. الطبقة النووية الخارجية - أجسام الخلايا من قضبان وأقماع.
8. غشاء محدد خارجي - طبقة تفصل بين أجزاء الجزء الداخلي من المستقبلات الضوئية من نواة الخلية.
9. الجزء الداخلي / طبقة الجزء الخارجي - الأجزاء الداخلية والأجزاء الخارجية للقضبان والمخاريط. تحتوي الأجزاء الخارجية على جهاز استشعار ضوئي عالي التخصص.[21][22]
10. ظهارة الشبكية الصبغية - طبقة واحدة من الخلايا الظهارية المكعبة (مع سحب غير مبين في الرسم التخطيطي). هذه الطبقة هي الأقرب إلى المشيمية، وتوفر التغذية والوظائف الداعمة للشبكية العصبية، ويمنع صبغة الميلانين السوداء في طبقة الصبغ انعكاس الضوء في جميع أنحاء كرة مقلة العين؛ هذا مهم للغاية لرؤية واضحة.[23][24][25]

يمكن تجميع هذه الطبقات في 4 مراحل معالجة رئيسية: استقبال ضوئي؛ انتقال إلى الخلايا ثنائية القطب. الانتقال إلى الخلايا العقدية، والتي تحتوي أيضًا على مستقبلات ضوئية، الخلايا العقدية الحساسة للضوء؛ والانتقال على طول العصب البصري. في كل مرحلة من مراحل التشابك توجد أيضًا تربط الخلايا الأفقية والأماكرين بشكل جانبي.
العصب البصري هو الجهاز المركزي للعديد من محاور الخلايا العقدية التي تتصل بشكل أساسي بالجسم الركبي الجانبي، وهي محطة ترحيل بصرية في الدماغ البيني (الجزء الخلفي من الدماغ الأمامي). كما أنها تتجه إلى الأكيمة العلوية والنواة فوق التصالبية ونواة السبيل البصري. يمر عبر الطبقات الأخرى، مكونًا القرص البصري في الرئيسيات.
تم العثور على هياكل إضافية، غير مرتبطة مباشرة بالرؤية، كنمو شبكية العين في بعض مجموعات الفقاريات. في الطيور، البكتين عبارة عن بنية وعائية ذات شكل معقد تنطلق من شبكية العين إلى الخلط الزجاجي؛ يزود العين بالأكسجين والمواد المغذية، وقد يساعد أيضًا في الرؤية. الزواحف لها هيكل مماثل، ولكن أبسط بكثير.
في البشر البالغين، تكون الشبكية بأكملها حوالي 72% من الكرة حوالي 22 قطر مم. تحتوي شبكية العين بأكملها على حوالي 7 ملايين مخروط و 75 إلى 150 مليون قضيب. يقع القرص البصري، وهو جزء من شبكية العين يُطلق عليه أحيانًا «البقعة العمياء» لأنه يفتقر إلى المستقبلات الضوئية، في الحليمة البصرية، حيث تغادر ألياف العصب البصري العين. تظهر كمنطقة بيضاوية بيضاء من 3 مم². الزمانية (في اتجاه الصدغين) لهذا القرص هي البقعة، التي يوجد في مركزها النقرة، وهي حفرة مسؤولة عن رؤيتنا المركزية الحادة ولكنها في الواقع أقل حساسية للضوء بسبب افتقارها للقضبان. تمتلك الرئيسيات البشرية وغير البشرية نقرة واحدة، على عكس أنواع معينة من الطيور، مثل الصقور، الذين هم من بيفوفيت، والكلاب والقطط، الذين ليس لديهم نقرة ولكن لديهم فرقة مركزية تعرف باسم الخط البصري.  حول النقرة تمتد الشبكية المركزية لحوالي 6 مم ثم الشبكية الطرفية. يتم تحديد الحافة الأبعد لشبكية العين بواسطة حاشية مشرشرة. المسافة من واحدة إلى أخرى (أو البقعة)، المنطقة الأكثر حساسية على طول خط الزوال الأفقي حوالي 32 مم.
في القسم، شبكية العين لا تزيد عن 0.5 سمك مم. يحتوي على ثلاث طبقات من الخلايا العصبية واثنان من نقاط الاشتباك العصبي، بما في ذلك المشبك الشريطي الفريد. يحمل العصب البصري محاور الخلايا العقدية إلى الدماغ والأوعية الدموية التي تغذي شبكية العين. تقع الخلايا العقدية في أعمق مكان في العين بينما تقع الخلايا المستقبلة للضوء خلفها. بسبب هذا الترتيب غير البديهي، يجب أن يمر الضوء أولاً عبر الخلايا العقدية وحولها ومن خلال سمك الشبكية (بما في ذلك الأوعية الشعرية غير الظاهرة) قبل الوصول إلى العصي والمخاريط. يمتص الضوء بواسطة ظهارة الشبكية الصباغية أو المشيمية (وكلاهما معتم).
يمكن اعتبار خلايا الدم البيضاء في الشعيرات الدموية أمام المستقبلات الضوئية كنقاط صغيرة متحركة لامعة عند النظر إلى الضوء الأزرق. يُعرف هذا بظاهرة المجال الأزرق الحسية (أو ظاهرة شيرر).
بين طبقة الخلايا العقدية والقضبان والمخاريط توجد طبقتان من الخلايا العصبية حيث يتم إجراء اتصالات متشابكة. الطبقات العصبية هي طبقة الضفيرة الخارجية وطبقة الضفيرة الداخلية. في الطبقة الخارجية للخلايا العصبية، تتصل العصي والمخاريط بالخلايا ثنائية القطب التي تعمل عموديًا، وتتصل الخلايا الأفقية ذات الاتجاه الأفقي بالخلايا العقدية.
تحتوي شبكية العين المركزية في الغالب على مخاريط، بينما تحتوي شبكية العين المحيطية في الغالب على قضبان. في المجموع، هناك حوالي سبعة ملايين مخروط ومائة مليون قضيب. في وسط البقعة توجد الحفرة النقرة حيث تكون المخاريط ضيقة وطويلة، ومرتبة في فسيفساء سداسية، وهي الأكثر كثافة، على عكس المخاريط الأكثر بدانة الموجودة في محيط شبكية العين. في حفرة النقرة يتم إزاحة طبقات الشبكية الأخرى، قبل أن تتراكم على طول منحدر النقرة حتى يتم الوصول إلى حافة النقرة، أو بارافوفيا، وهو الجزء الأكثر سمكًا في شبكية العين. البقعة لديها تصبغ أصفر، من أصباغ الفرز، وتعرف باسم البقعة الصفراء. المنطقة المحيطة مباشرة بالنقرة تحتوي على أعلى كثافة للقضبان المتقاربة على خلايا ثنائية القطب. نظرًا لأن مخاريطها لديها تقارب أقل بكثير للإشارات، فإن النقرة تسمح بالرؤية الأكثر حدة التي يمكن للعين تحقيقها.
على الرغم من أن العصي والمخاريط عبارة عن فسيفساء من نوع ما، إلا أن الانتقال من المستقبلات إلى ثنائية الأضلاع إلى الخلايا العقدية ليس مباشرًا. نظرًا لوجود حوالي 150 مليون مستقبل ومليون فقط من ألياف العصب البصري، يجب أن يكون هناك تقارب وبالتالي خلط الإشارات. علاوة على ذلك، يمكن للعمل الأفقي للخلايا الأفقية والأماكرين أن يسمح لمنطقة من الشبكية بالتحكم في منطقة أخرى (على سبيل المثال، منبه يمنع الآخر). هذا التثبيط هو المفتاح لتقليل مجموع الرسائل المرسلة إلى المناطق العليا من الدماغ. في بعض الفقاريات السفلية (مثل الحمام)، هناك تحكم «بالطرد المركزي» للرسائل - أي، يمكن لطبقة واحدة أن تتحكم في طبقة أخرى، أو يمكن لمناطق أعلى من الدماغ أن تقود الخلايا العصبية الشبكية، لكن هذا لا يحدث في الرئيسيات.

#### طبقات يمكن تخيلها باستخدام التصوير المقطعي البصري
باستخدام التصوير المقطعي البصري (OCT)، هناك 18 طبقة يمكن تحديدها في شبكية العين. الطبقات والارتباط التشريحي هي كما يلي:

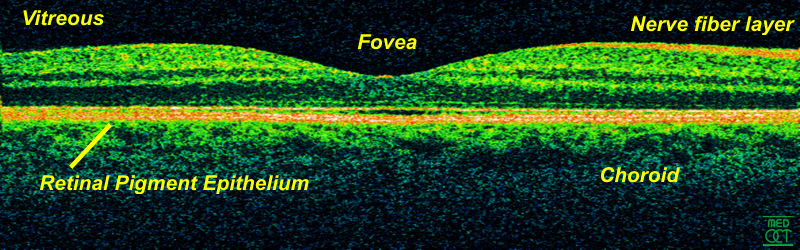
OCT للمجال الزمني للمنطقة البقعية لشبكية العين عند 800 نانومتر، دقة محورية 3 ميكرومتر

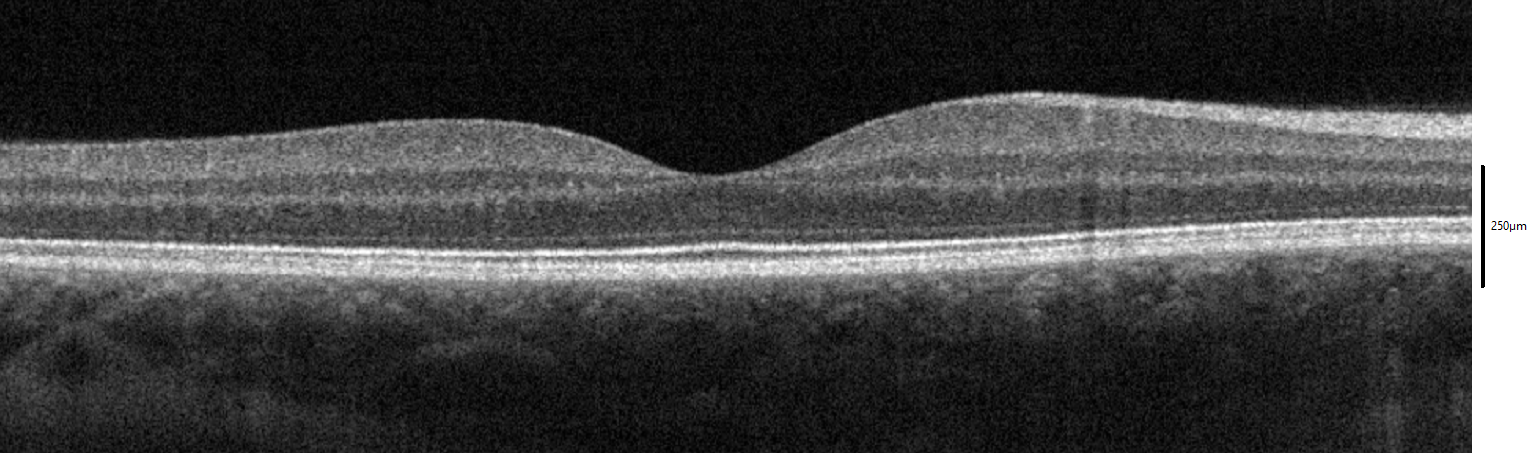
مسح المقطع العرضي للبقعة OCT على المجال الطيفي.

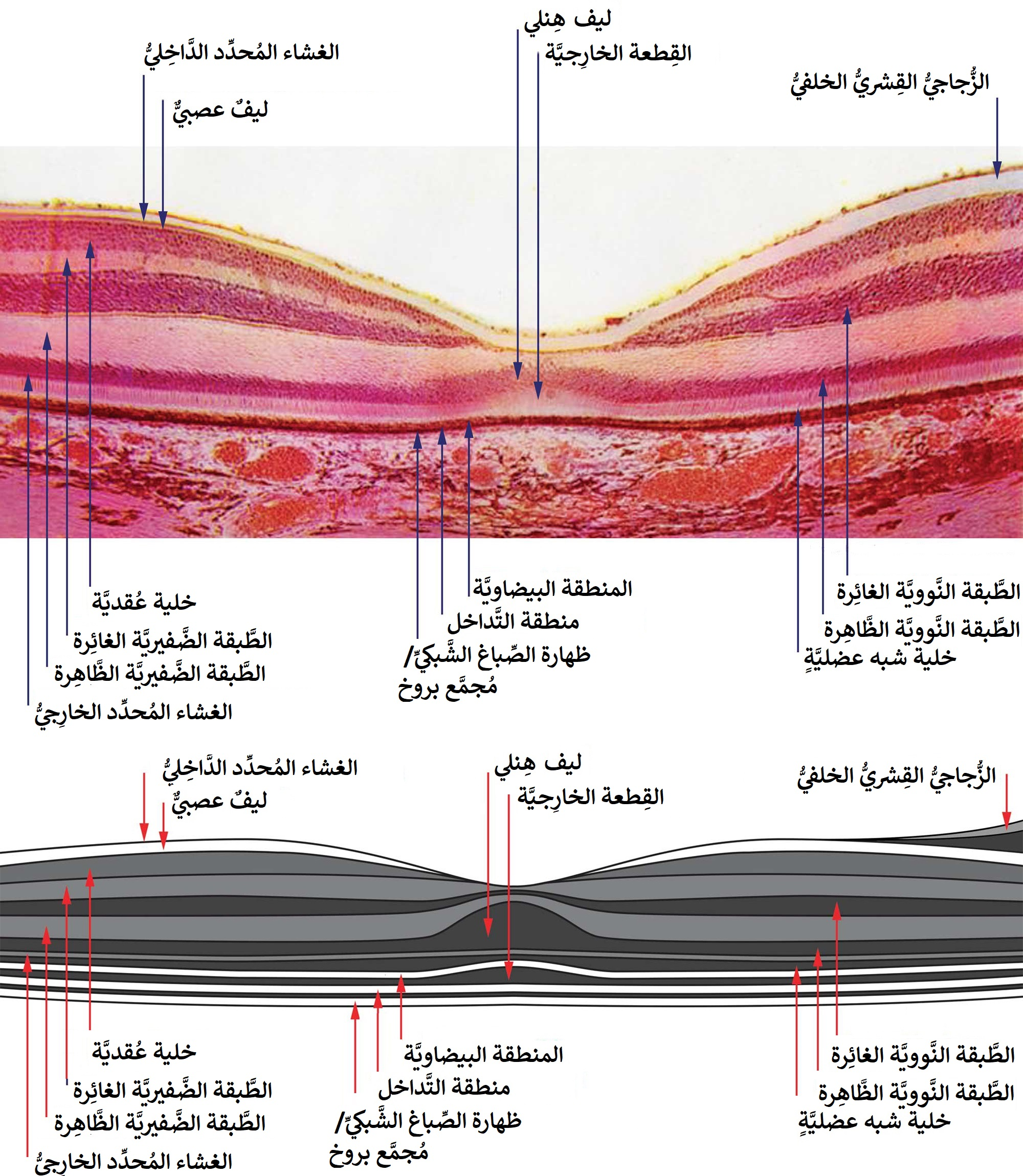
أنسجة البقعة الصفراء (أكتوبر)

من الأعمق إلى الأبعد، الطبقات التي يمكن التعرف عليها بواسطة OCT هي كما يلي:
| #  | طبقة التصوير المقطعي للتماسك البصري (OCT) / التسمية التقليدية | الارتباط التشريحي | الانعكاس على التصوير المقطعي بالتماس البصري                                                                                          | حدود تشريحية محددة؟ | مراجع اضافية                              |
| -- | ------------------------------------------------------------- | --- | --- | ------------------- | ----------------------------------------- |
| 1  | الزجاجي الخلفي القشري                                         | الزجاجي الخلفي القشري | شديد الانعكاس | نعم                 | [ 32 ]                                    |
| 2  | مساحة ما قبل الشبكية                                          | في العيون التي ينفصل فيها الجسم الزجاجي كليًا أو جزئيًا عن شبكية العين، يكون هذا هو الفراغ الذي تم إنشاؤه بين الوجه الزجاجي الخلفي القشري والغشاء الداخلي المحدد للشبكية. | عاكس |                     | [ 32 ]                                    |
| 3  | الغشاء المحدد الداخلي (ILM)                                   | تشكلت بواسطة خلية مولر (من غير الواضح ما إذا كان يمكن ملاحظتها في طبقة التصوير المقطعي للتماسك البصري)                                                                  | شديد الانعكاس | لا                  | [ 32 ]                                    |
| 3  | طبقة الألياف العصبية (NFL)                                    | محاور الخلايا العقدية تتجه نحو العصب البصري. | شديد الانعكاس | لا                  | [ 32 ]                                    |
| 4  | طبقة الخلايا العقدية (GCL)                                    | أجسام الخلايا العقدية (وبعض خلايا أماكرين النازحة) | عاكس |                     | [ 32 ]                                    |
| 5  | طبقة الضفيرة الداخلية (IPL)                                   | المشابك بين الخلايا ثنائية القطب والأماكرين والخلايا العقدية. | شديد الانعكاس |                     | [ 32 ]                                    |
| 6  | الطبقة النووية الداخلية (INL)                                 | أ) أجسام الخلايا الأفقية والخلايا ثنائية القطب،أماكرين. ب) نوى خلية مولر.                                                                                               | عاكس |                     | [ 32 ]                                    |
| 7  | طبقة الضفيرة الخارجية (OPL)                                   | المشابك بين الخلايا المستقبلة للضوء، الخلايا ثنائية القطب والخلايا الأفقية.                                                                                             | شديد الانعكاس |                     | [ 32 ]                                    |
| 8  | (النصف الداخلي) طبقة الألياف العصبية لهينلي (HL)              | محاور مستقبلات ضوئية (ألياف موجهة بشكل غير مباشر، غير موجودة في منتصف الشبكية المحيطية أو المحيطية)                                                                     | عاكس | لا                  | [ 32 ]                                    |
| 8  | (النصف الخارجي) الطبقة النووية الخارجية (فقط)                 | أجسام الخلايا المستقبلة للضوء. | عاكس | لا                  | [ 32 ]                                    |
| 9  | غشاء محدد خارجي (ELM)                                         | تلتصق بين خلايا مولر والقطع الداخلية للضوء | شديد الانعكاس |                     | [ 32 ]                                    |
| 10 | منطقة مايود (MZ)                                              | يحتوي الجزء الأعمق من الجزء الداخلي لمستقبلات الضوء (IS) على: - شبكية إندوبلازمية ناعمة وخشنة. - الريبوسومات. - أجسام جولجي. - أنابيب مجهرية. - (نادرًا: الميتوكوندريا). | عاكس | لا                  | [ 33 ] [ 34 ]                             |
| 11 | منطقة الإليبسويد (EZ)                                         | الجزء الخارجي من الجزء الداخلي للمستقبلات الضوئية (IS) معبأ بالميتوكوندريا.                                                                                             | شديد الانعكاس جداُ | لا                  | [ 32 ] [ 33 ] [ 35 ] [ 36 ] [ 37 ] [ 38 ] |
| 11 | تقاطع IS / OS أو خط سلامة مستقبلات الضوء (PIL)                | المستقبلات الضوئية التي تربط الأهداب التي تربط بين الأجزاء الداخلية والخارجية للخلايا المستقبلة للضوء.                                                                  | شديد الانعكاس جداُ | لا                  | [ 32 ] [ 33 ] [ 35 ] [ 36 ] [ 37 ] [ 38 ] |
| 12 | المقاطع الخارجية للمستقبلات الضوئية (OS)                      | المقاطع الخارجية للمستقبلات الضوئية (OS) التي تحتوي على أقراص مليئة بالأوبسين، وهو الجزيء الذي يمتص الفوتونات.                                                          | عاكس |                     | [ 32 ] [ 39 ]                             |
| 13 | منطقة التبادل (IZ)                                            | قمم خلايا الصبغية والتي تغلف جزءًا من أنظمة تشغيل المخروط. لا يمكن تمييزه عن ظهارة الشبكية الصبغية. سابقًا: "خط أطراف الجزء الخارجي المخروطي" (COST).                     | شديد الانعكاس | لا                  | [ 32 ] [ 39 ]                             |
| 14 | ظهارة الشبكية الصبغية/عقدة بروخ                               | ظهارة الشبكية الصبغية (منطقة البلعمة). | شديد الانعكاس جداُ | لا                  | [ 32 ] [ 35 ]                             |
| 14 | ظهارة الشبكية الصبغية/عقدة بروخ                               | ظهارة الشبكية الصبغية (منطقة الميلانوسوم). | عاكس | لا                  | [ 32 ] [ 35 ]                             |
| 14 | ظهارة الشبكية الصبغية/عقدة بروخ                               | ظهارة الشبكية الصبغية ومنطقة الميتوكوندريا + ملتقى بين ظهارة الشبكية وغشاء بروخ.                                                                                        | شديد الانعكاس جداُ | لا                  | [ 32 ] [ 35 ]                             |
| 15 | كوريوكابيلاريس                                                | طبقة رقيقة من الانعكاسية المعتدلة في المشيمية الداخلية | طبقة رقيقة من الانعكاسية المعتدلة في المشيمية الداخلية                                                                               | لا                  | [ 32 ]                                    |
| 16 | طبقة ساتلر                                                    | طبقة سميكة من الملامح المستديرة أو البيضاوية شديدة الانعكاس، مع نوى ناقصة الانعكاس في منتصف المشيمية                                                                    | طبقة سميكة من الملامح المستديرة أو البيضاوية شديدة الانعكاس، مع نوى ناقصة الانعكاس في منتصف المشيمية                                 |                     | [ 32 ]                                    |
| 17 | طبقة هالر                                                     | طبقة سميكة من التشكيلات الجانبية العاكسة بشكل بيضاوي، مع نوى ناقصة الانعكاس في المشيمية الخارجية                                                                        | طبقة سميكة من التشكيلات الجانبية العاكسة بشكل بيضاوي، مع نوى ناقصة الانعكاس في المشيمية الخارجية                                     |                     | [ 32 ]                                    |
| 18 | الوصلة المشيمية الصلبة                                        | منطقة في المشيمية الخارجية مع تغيير ملحوظ في النسيج، حيث تكون ملامح دائرية أو بيضاوية كبيرة حول منطقة متجانسة من الانعكاسية المتغيرة                                    | منطقة في المشيمية الخارجية مع تغيير ملحوظ في النسيج، حيث تكون ملامح دائرية أو بيضاوية كبيرة حول منطقة متجانسة من الانعكاسية المتغيرة |                     | [ 32 ]                                    |

### تطوير
تبدأ تطوير شبكية العين مع إنشاء حقول العين بوساطة البروتينات (SHH وSIX3)، مع تطور لاحق من الحويصلات البصرية التي تخضع لرقابة البروتينات (PAX6 وLHX2). وقد تجلى دور البروتين (Pax6) في التنمية العين بأناقة والتر جيرينج والزملاء، الذين أظهروا هذا التعبير خارج الرحم من البروتين (Pax6) يمكن أن يؤدي إلى تشكيل العين على ذبابة الفاكهة الهوائيات، وأجنحة، والساقين. تؤدي الحويصلة البصرية إلى ظهور ثلاثة تراكيب: الشبكية العصبية، وظهارة الشبكية المصطبغة، والساق البصري. تحتوي الشبكية العصبية على الخلايا السلفية للشبكية (RPCs) التي تؤدي إلى ظهور أنواع الخلايا السبعة في شبكية العين. يبدأ التمايز مع الخلايا العقدية الشبكية وينتهي بإنتاج الخلايا الدبقية مولر. على الرغم من أن كل نوع خلية يختلف عن الخلايا السلفية للشبكية بترتيب تسلسلي، إلا أن هناك تداخلًا كبيرًا في توقيت تمايز أنواع الخلايا الفردية. يتم ترميز الاشارات التي تحدد على الخلايا السلفية للشبكية مصير خلية ابنة أسر عامل النسخ متعددة بما في ذلك بروتينات (bHLH وhomeodomain) العوامل.
بالإضافة إلى توجيه تحديد مصير الخلية، توجد إشارات في شبكية العين لتحديد المحاور الظهرية البطنية (DV) والأنف الصدغي (NT). يتم إنشاء محور ظهري بطني بواسطة تدرج بطني إلى ظهري لـ بروتين (VAX2)، في حين يتم تنسيق محور الأنف الصدغي بالتعبير عن عوامل النسخ المتشعبة لبروتينات (FOXD1 وFOXG1). يتم تشكيل تدرجات إضافية داخل شبكية العين. قد يساعد هذا التوزيع المكاني في الاستهداف المناسب للمحاور التي تعمل على إنشاء خريطة شبكية العين.

### إمدادات الدم

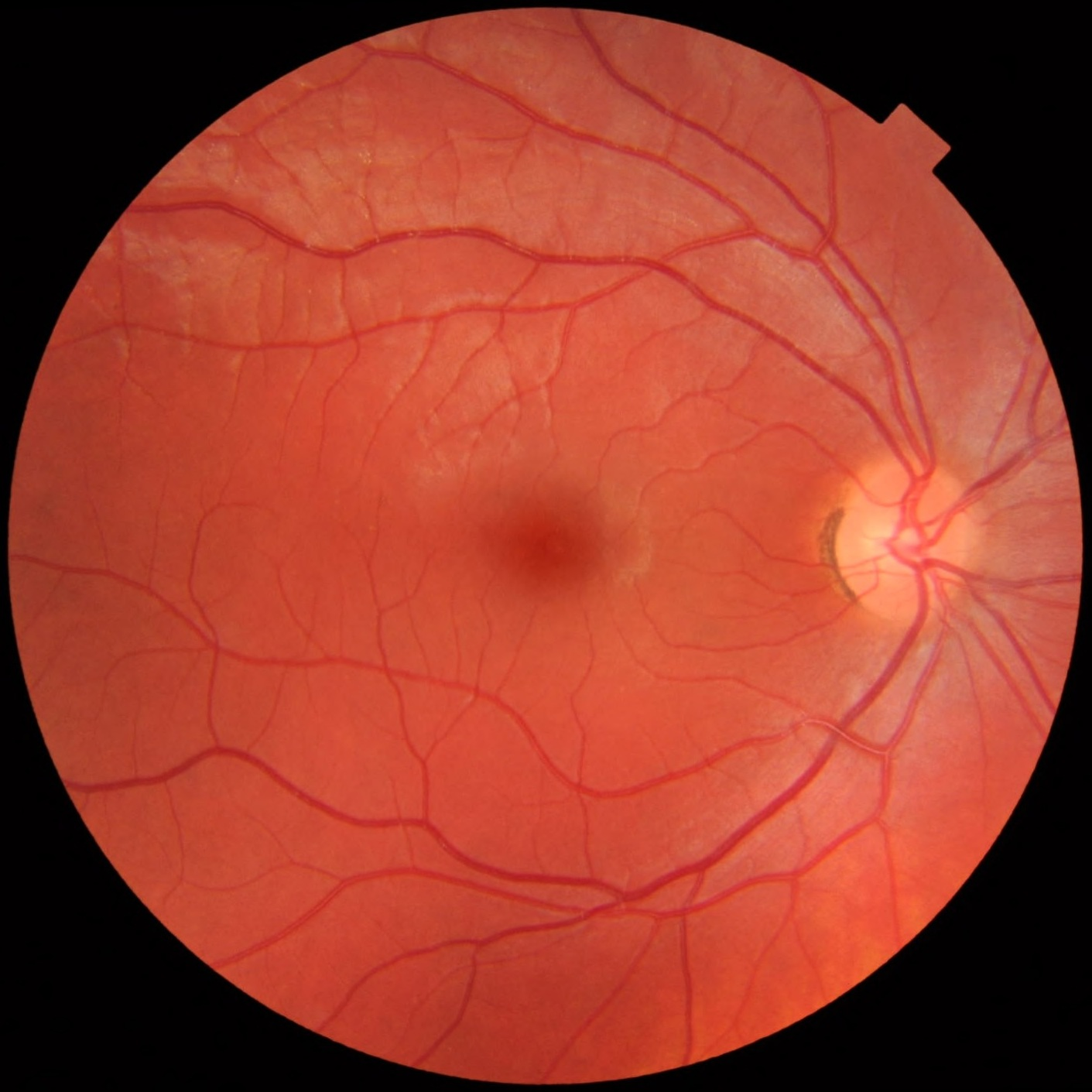
صورة لقاع العين تظهر الأوعية الدموية في شبكية العين الطبيعية. الأوردة أغمق وأوسع قليلاً من الشرايين المقابلة. القرص البصري على اليمين، والبقعة الصفراء بالقرب من المركز.

يتم تقسيم شبكية العين إلى طبقات متميزة، كل منها يحتوي على أنواع خلايا معينة أو أجزاء خلوية لها عمليات أيض ذات متطلبات غذائية مختلفة. لتلبية هذه المتطلبات، يتشعب الشريان العيني ويغذي الشبكية عبر شبكتين أوعيتين متميزتين: الشبكة المشيمية، التي تزود الشبكية المشيمية والشبكية الخارجية، وشبكة الشبكية التي تزود الطبقة الداخلية للشبكية.

#### آليات الدورة الدموية
للوهلة الأولى، قد يعتقد المرء أن شبكية الفقاريات «موصلة بشكل خاطئ» أو «سيئة التصميم»؛ ولكن في الواقع، لا تستطيع الشبكية أن تعمل إذا لم تنقلب. يجب دمج طبقة المستقبلات الضوئية في الظهارة الصبغية للشبكية (ظهارة الشبكية الصبغية)، والتي تؤدي سبع وظائف حيوية على الأقل، من أكثرها وضوحًا توفير الأكسجين والعناصر الغذائية الضرورية الأخرى اللازمة لعمل المستقبلات الضوئية. تشمل هذه العناصر الغذائية الجلوكوز والأحماض الدهنية والشبكية. تستخدم عملية تضخيم المستقبلات الضوئية في الثدييات كميات كبيرة من الطاقة للرؤية في الظروف الضوئية (تتطلب أقل في ظل الظروف التصويرية)، وبالتالي، تتطلب إمدادات كبيرة من المغذيات التي توفرها الأوعية الدموية في المشيمية، والتي تقع خارج ظهارة الشبكية الصبغية. يوفر المشيمى حوالي 75% من هذه العناصر الغذائية للشبكية والأوعية الدموية للشبكية بنسبة 25% فقط.
عندما يضرب الضوء هندسة الرابطة المزدوجة المسماة بـ (11-cis-retinal) (في الأقراص الموجودة في القضبان والمخاريط)، تتغير (11-cis-retinal) إلى (all-trans-retinal) مما يؤدي بعد ذلك إلى حدوث تغييرات في أوبسنس. الآن، الأجزاء الخارجية لا تجدد الشبكية مرة أخرى، وبمجرد تغييرها بالضوء. وبدلاً من ذلك يتم ضخ الشبكية للخارج إلى الظهارة المحيطة حيث يتم تجديدها ونقلها مرة أخرى إلى الأجزاء الخارجية من المستقبلات الضوئية. تحمي وظيفة إعادة التدوير هذه لـ ظهارة الشبكية الصبغية المستقبلات الضوئية من أضرار الأكسدة الضوئية وتسمح لخلايا المستقبلات الضوئية بأن تكون لها حياة مفيدة تمتد لعقود.

#### في الطيور
شبكية عين الطيور خالية من الأوعية الدموية، ربما لإعطاء مرور غير محجوب للضوء لتكوين الصور، وبالتالي إعطاء دقة أفضل. لذلك، من وجهة النظر المدروسة أن شبكية عين الطائر تعتمد في التغذية وإمداد الأكسجين على عضو متخصص، يسمى «بكتين» أو عين البكتين، يقع على النقطة العمياء أو القرص البصري. هذا العضو غني جدًا بالأوعية الدموية ويعتقد أنه يوفر التغذية والأكسجين لشبكية العين عن طريق الانتشار عبر الجسم الزجاجي. البكتين غني جدًا بنشاط الفوسفاتيز القلوي والخلايا المستقطبة في جزء الجسر - كلاهما يتناسب مع دوره الإفرازي. تمتلئ خلايا البكتين بحبيبات الميلانين الداكنة، والتي تم افتراضها للحفاظ على دفء هذا العضو مع امتصاص الضوء الشارد المتساقط على البكتين. يعتبر هذا لتحسين معدل التمثيل الغذائي للبكتين، وبالتالي تصدير المزيد من الجزيئات المغذية لتلبية متطلبات الطاقة الصارمة لشبكية العين خلال فترات طويلة من التعرض للضوء.

### تحديد وتشخيص المرض
من المعروف أن التشعبات والخصائص الفيزيائية الأخرى لشبكة الأوعية الدموية الداخلية في شبكية العين تختلف بين الأفراد، وقد استخدمت هذه الفروق الفردية لتحديد القياسات الحيوية والاكتشاف المبكر لظهور المرض. يعد رسم خرائط التشعبات الوعائية إحدى الخطوات الأساسية في تحديد الهوية باستخدام القياسات الحيوية. يمكن تقييم نتائج مثل هذه التحليلات لبنية الأوعية الدموية في شبكية العين مقابل بيانات الحقيقة الأساسية للتشعبات الوعائية لصور قاع الشبكية التي تم الحصول عليها من مجموعة بيانات درايف. بالإضافة إلى ذلك، تم أيضًا تحديد فئات السفن لمجموعة بيانات محرك الأقراص، كما تتوفر طريقة آلية لاستخراج هذه التشعبات بدقة. تظهر التغيرات في الدورة الدموية في شبكية العين مع تقدم العمر والتعرض لتلوث الهواء، وقد تشير إلى أمراض القلب والأوعية الدموية مثل ارتفاع ضغط الدم وتصلب الشرايين. إن تحديد العرض المكافئ للشرايين والأوردة بالقرب من القرص البصري هو أيضًا تقنية مستخدمة على نطاق واسع لتحديد مخاطر القلب والأوعية الدموية.

## وظيفة
تترجم شبكية العين الصورة البصرية إلى نبضات عصبية تبدأ بالإثارة المنقوشة للأصباغ الحساسة للألوان لقضبانها ومخاريطها، وهي الخلايا المستقبلة للضوء في شبكية العين. تتم معالجة الإثارة بواسطة النظام العصبي وأجزاء مختلفة من الدماغ تعمل بالتوازي لتشكيل تمثيل للبيئة الخارجية في الدماغ.
تستجيب المخاريط للضوء الساطع وتتوسط رؤية ألوان عالية الدقة أثناء إضاءة ضوء النهار (تسمى أيضًا الرؤية الضوئية). تكون استجابات القضيب مشبعة بمستويات ضوء النهار ولا تساهم في رؤية النمط. ومع ذلك، تستجيب القضبان للضوء الخافت وتتوسط رؤية منخفضة الدقة أحادية اللون تحت مستويات إضاءة منخفضة جدًا (تسمى الرؤية العكسية) تقع الإضاءة في معظم أماكن المكتب بين هذين المستويين وتسمى الرؤية المتوسطة. في مستويات الإضاءة المتوسطة، تساهم كل من العصي والمخاريط بنشاط في معلومات الأنماط. ما هي المساهمة التي تقدمها معلومات القضيب لنمط الرؤية في ظل هذه الظروف غير واضحة.
تسمى استجابة المخاريط للأطوال الموجية المختلفة للضوء بحساسيتها الطيفية. في الرؤية البشرية العادية، تنقسم الحساسية الطيفية للمخروط إلى ثلاثة أنواع فرعية، غالبًا ما تسمى الأزرق والأخضر والأحمر، ولكنها تُعرف بدقة أكبر باسم الأنواع الفرعية المخروطية الحساسة لطول الموجة القصيرة والمتوسطة والطويلة. يتسبب نقص واحد أو أكثر من الأنواع الفرعية المخروطية في إصابة الأفراد بنقص في رؤية الألوان أو أنواع مختلفة من عمى الألوان. هؤلاء الأفراد ليسوا أعمى عن الأشياء ذات لون معين، لكنهم غير قادرين على التمييز بين الألوان التي يمكن تمييزها من قبل الأشخاص ذوي الرؤية الطبيعية. يمتلك البشر هذه الرؤية ثلاثية الألوان، في حين أن معظم الثدييات الأخرى تفتقر إلى المخاريط ذات الصبغة الحساسة باللون الأحمر، وبالتالي يكون لديها رؤية ثنائية اللون أضعف. ومع ذلك، فإن بعض الحيوانات لديها أربعة أنواع فرعية طيفية، على سبيل المثال يضيف التراوت مجموعة فرعية فوق بنفسجية إلى أنواع فرعية قصيرة ومتوسطة وطويلة تشبه البشر. بعض الأسماك حساسة لاستقطاب الضوء أيضًا.
في المستقبلات الضوئية، يؤدي التعرض للضوء إلى زيادة استقطاب الغشاء في سلسلة من التحولات المتدرجة. يحتوي جزء الخلية الخارجية على صبغ ضوئي. داخل الخلية، تحافظ المستويات الطبيعية من أحادي الفوسفات الدوري (cGMP) على قناة Na مفتوحة، وبالتالي في حالة الراحة تكون الخلية منزوعة الاستقطاب. يتسبب الفوتون في جعل ارتباط الشبكية ببروتين المستقبل متشابهًا إلى عبر شبكية العين. يؤدي هذا إلى تنشيط المستقبل لبروتينات جي المتعددة. يؤدي هذا بدوره إلى قيام الوحدة الفرعية Ga للبروتين بتنشيط فوسفوديستيراز (PDE6)، مما يؤدي إلى تدهور أحادي الفوسفات الدوري، مما يؤدي إلى إغلاق القنوات الأيونية ذات النوكليوتيدات الحلقية Na + (CNGs). وهكذا تكون الخلية مفرطة الاستقطاب. يتم تقليل كمية الناقل العصبي المنبعثة في الضوء الساطع وتزداد مع انخفاض مستويات الضوء. يتم تبييض الصبغة الضوئية الفعلية بعيدًا في الضوء الساطع ويتم استبدالها فقط كعملية كيميائية، لذلك في الانتقال من الضوء الساطع إلى الظلام، يمكن أن تستغرق العين ما يصل إلى ثلاثين دقيقة للوصول إلى الحساسية الكاملة.
عندما وبالتالي ولع ضوء، وفوتوسبور يرسل ردا متناسبا للمشبك العصبي إلى خلايا ثنائية القطب والذي بدوره إشارة إلى خلايا الشبكية العقدة. يتم أيضًا ربط المستقبلات الضوئية بخلايا أفقية وخلايا أماكرين، والتي تعدل الإشارة المشبكية قبل أن تصل إلى الخلايا العقدية، حيث تختلط الإشارات العصبية وتندمج. من بين الخلايا العصبية في شبكية العين، فقط الخلايا العقدية الشبكية وعدد قليل من خلايا أماكرين تخلق إمكانات فعلية.
يوجد في الخلايا العقدية الشبكية نوعان من الاستجابة، اعتمادًا على المجال الاستقبالي للخلية. تشتمل الحقول المستقبلة لخلايا العقدة الشبكية على منطقة مركزية دائرية تقريبًا، حيث يكون للضوء تأثير واحد على إطلاق الخلية، ومحيط حلقي، حيث يكون للضوء تأثير معاكس. في خلايا ON، تؤدي الزيادة في شدة الضوء في وسط المجال الاستقبالي إلى زيادة معدل إطلاق النار. في خلايا OFF، فإنه يجعله ينخفض. في النموذج الخطي، يتم وصف ملف تعريف الاستجابة هذا جيدًا من خلال اختلاف في غاوسيون وهو الأساس لخوارزميات الكشف عن الحافة. بالإضافة إلى هذا الاختلاف البسيط، يتم تمييز الخلايا العقدية أيضًا عن طريق الحساسية اللونية ونوع التجميع المكاني. تسمى الخلايا التي تظهر التجميع المكاني الخطي بالخلايا X (وتسمى أيضًا الخلايا العقدية)، وتلك التي تظهر تجميعًا غير خطي هي خلايا Y (تسمى أيضًا الخلايا العقدية الشبكية الكبيرة أو M أو المظلة)، على الرغم من المراسلات بين الخلايا X و Y (في شبكية القط) وخلايا P و M (في شبكية العين الرئيسية) ليست بسيطة كما كانت تبدو في السابق.
في نقل الإشارات البصرية إلى الدماغ، المسار البصري، تنقسم الشبكية عموديًا إلى قسمين، نصف صدغي (أقرب إلى الصدغ) ونصف أنفي (أقرب إلى الأنف). تعبر المحاور من النصف الأنفي الدماغ عند التصالب البصري للانضمام إلى محاور من النصف الصدغي للعين الأخرى قبل أن تمر إلى الجسم الركبي الجانبي.
على الرغم من وجود أكثر من 130 مليون مستقبل شبكي، لا يوجد سوى ما يقرب من 1.2 مليون ليف (محاور) في العصب البصري. لذلك، يتم إجراء قدر كبير من المعالجة المسبقة داخل شبكية العين. تنتج النقرة المعلومات الأكثر دقة. على الرغم من احتلال حوالي 0.01% من المجال البصري (أقل من 2 درجة من الزاوية البصرية)، فإن حوالي 10% من المحاور في العصب البصري مخصصة للنقرة. تم تحديد حد دقة النقرة بحوالي 10000 نقطة. تقدر سعة المعلومات بـ 500000 بت في الثانية (لمزيد من المعلومات حول البتات، راجع نظرية المعلومات) بدون لون أو حوالي 600000 بت في الثانية بما في ذلك اللون.

### الترميز المكاني

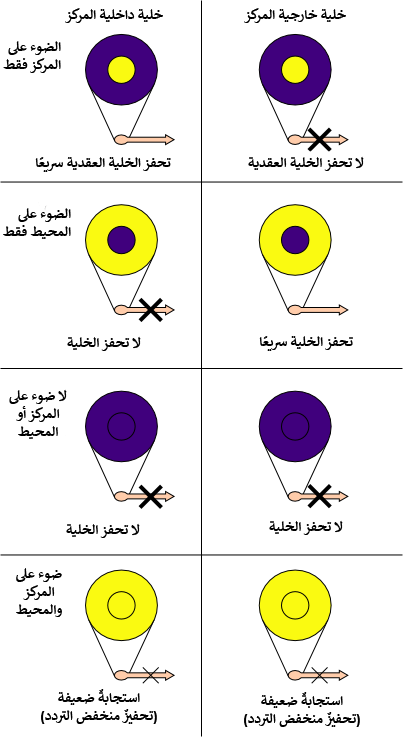
داخل وخارج مراكز شبكية العين

عندما ترسل شبكية العين نبضات عصبية تمثل صورة للدماغ، فإنها تقوم بترميز (ضغط) تلك النبضات مكانيًا لتناسب القدرة المحدودة للعصب البصري. يعد الضغط ضروريًا نظرًا لوجود خلايا مستقبلة للضوء أكثر بمئة مرة من الخلايا العقدية. يتم ذلك من خلال «علاقة الديكور»، والتي يتم تنفيذها بواسطة «الهياكل المركزية - المحيطية»، والتي يتم تنفيذها بواسطة الخلايا ثنائية القطب والخلايا العقدية.
هناك نوعان من الهياكل المركزية - المحيطية في شبكية العين - في المركز وخارج المركز. في المراكز لها مركز مرجح إيجابياً ومحيط مرجح سلبيًا. خارج المراكز عكس ذلك تمامًا. يُعرف الترجيح الإيجابي بشكل أكثر شيوعًا باسم الترجيح المثير، والوزن السلبي مثبط.
هذه البنى المركزية المحيطة ليست ظاهرة ماديًا، بمعنى أنه لا يمكن للمرء رؤيتها عن طريق تلطيخ عينات من الأنسجة وفحص تشريح الشبكية. تعتبر الهياكل المركزية - المحيطية منطقية (أي مجردة رياضياً) بمعنى أنها تعتمد على قوة الاتصال بين الخلايا ثنائية القطب والخلايا العقدية. يُعتقد أن قوة الاتصال بين الخلايا ناتجة عن عدد وأنواع القنوات الأيونية المضمنة في المشابك بين الخلايا ثنائية القطب والخلايا العقدية.
الهياكل المركزية - المحيطية مكافئة رياضيًا لخوارزميات اكتشاف الحواف التي يستخدمها مبرمجو الكمبيوتر لاستخراج أو تحسين الحواف في صورة فوتوغرافية رقمية. وبالتالي، تقوم شبكية العين بإجراء عمليات على النبضات التي تمثل الصورة لتحسين حواف الكائنات داخل مجالها البصري. على سبيل المثال، في صورة كلب وقطة وسيارة، فإن حواف هذه الكائنات هي التي تحتوي على معظم المعلومات. من أجل وظائف أعلى في الدماغ (أو في جهاز كمبيوتر لهذا الأمر) لاستخراج وتصنيف أشياء مثل الكلب والقط، فإن شبكية العين هي الخطوة الأولى لفصل الأشياء المختلفة داخل المشهد.
على سبيل المثال، المصفوفة التالية في قلب خوارزمية الكمبيوتر التي تنفذ اكتشاف الحواف. هذه المصفوفة هي الكمبيوتر المكافئ لبنية المركز المحيطي. في هذا المثال، سيتم توصيل كل مربع (عنصر) داخل هذه المصفوفة بمستقبل ضوئي واحد. المستقبل الضوئي في المركز هو المستقبل الحالي الذي تتم معالجته. يُضرب المستقبِل الضوئي المركزي في عامل الوزن +1. المستقبلات الضوئية المحيطة هي «أقرب الجيران» إلى المركز ويتم ضربها في القيمة −1/8. يتم حساب مجموع هذه العناصر التسعة أخيرًا. يتكرر هذا الجمع لكل مستقبل ضوئي في الصورة عن طريق الانتقال من اليسار إلى نهاية الصف ثم إلى السطر التالي.
| -1/8 | -1/8 | -1/8 |
| -1/8 | +1   | -1/8 |
| -1/8 | -1/8 | -1/8 |

المجموع الكلي لهذه المصفوفة هو صفر، إذا كانت جميع المدخلات من المستقبلات الضوئية التسعة من نفس القيمة. تشير النتيجة الصفرية إلى أن الصورة كانت موحدة (غير متغيرة) داخل هذا التصحيح الصغير. تعني المبالغ السلبية أو الإيجابية أن الصورة كانت متغيرة (متغيرة) داخل هذه الرقعة الصغيرة المكونة من تسعة مستقبلات ضوئية.
المصفوفة أعلاه ليست سوى تقريب لما يحدث بالفعل داخل شبكية العين. الاختلافات هي:
- المثال أعلاه يسمى «متوازن». المصطلح «متوازن» يعني أن مجموع الأوزان السالبة يساوي مجموع الأوزان الموجبة بحيث تلغي تمامًا. تكاد تكون خلايا العقد الشبكية غير متوازنة تمامًا.
- الجدول مربع بينما الهياكل المركزية - المحيطية في الشبكية دائرية.
- تعمل الخلايا العصبية على قطارات سبايك تتحرك أسفل محاور الخلايا العصبية. تعمل أجهزة الكمبيوتر على رقم فاصلة عائمة واحد وهو ثابت بشكل أساسي من كل بكسل إدخال. (بكسل الكمبيوتر هو في الأساس مكافئ لمستقبلات ضوئية بيولوجية.)
- تقوم شبكية العين بإجراء كل هذه الحسابات بالتوازي بينما يعمل الكمبيوتر على كل بكسل واحدًا في كل مرة. لا تقوم شبكية العين بإجراء عمليات جمع متكررة وتتحول كما يفعل الكمبيوتر.
- أخيرًا، تلعب الخلايا الأفقية والأماكرين دورًا مهمًا في هذه العملية، لكن هذا غير موضح هنا.

فيما يلي مثال لإدخال صورة وكيف سيعدلها اكتشاف الحافة.
بمجرد أن يتم تشفير الصورة مكانيًا بواسطة الهياكل المركزية المحيطة، يتم إرسال الإشارة على طول العصب البصري (عبر محاور الخلايا العقدية) عبر التصالب البصري إلى LGN (النواة الركبية الجانبية). الوظيفة الدقيقة لـ LGN غير معروفة في هذا الوقت. ثم يتم إرسال خرج LGN إلى الجزء الخلفي من الدماغ. على وجه التحديد، «يشع» خرج LGN إلى القشرة البصرية الأولية V1.
تدفق إشارة مبسط: مستقبلات ضوئية ← ثنائي القطب ← عقدة ← شياسم ← LGN ← قشرة V1

## الأهمية السريرية
هناك العديد من الأمراض أو الاضطرابات الموروثة والمكتسبة التي قد تؤثر على شبكية العين. بعضها يشمل:
- التهاب الشبكية الصباغي هو مجموعة من الأمراض الوراثية التي تصيب الشبكية وتسبب فقدان الرؤية الليلية والرؤية المحيطية.
- يصف التنكس البقعي مجموعة من الأمراض التي تتميز بفقدان الرؤية المركزية بسبب موت أو ضعف خلايا البقعة.
- يصف حثل القضيب المخروطي (CORD) عددًا من الأمراض التي يحدث فيها فقدان البصر نتيجة تدهور المخاريط و / أو قضبان الشبكية.
- في انفصال الشبكية، تنفصل الشبكية عن مؤخرة مقلة العين. إن الوخز بالوخز هو طريقة علاج قديمة. يستخدم مصطلح انفصال الشبكية لوصف انفصال الشبكية الحسية العصبية عن الظهارة الصبغية للشبكية.[66] هناك العديد من طرق العلاج الحديثة لإصلاح انفصال الشبكية: تثبيت الشبكية الهوائي، مشبك الصلبة، العلاج بالتبريد، التخثير الضوئي بالليزر واستئصال الزجاجية.
- يمكن أن يتسبب كل من ارتفاع ضغط الدم وداء السكري في تلف الأوعية الدموية الدقيقة التي تغذي الشبكية، مما يؤدي إلى اعتلال الشبكية الناتج عن ارتفاع ضغط الدم واعتلال الشبكية السكري.
- الورم الأرومي الشبكي هو سرطان يصيب الشبكية.
- تشمل أمراض الشبكية في الكلاب خلل التنسج الشبكي وضمور الشبكية التدريجي وتنكس الشبكية المكتسب المفاجئ.
- دهن الشبكية هو مظهر أبيض لشبكية العين، ويمكن أن يحدث عن طريق ترسب الدهون في نقص ليباز البروتين الدهني.
- انفصال الشبكية. تنفصل الشبكية العصبية أحيانًا عن الظهارة الصباغية. في بعض الحالات، يكون سبب هذا الانفصال هو إصابة مقلة العين التي تسمح للسائل أو الدم بالتجمع بين الشبكية العصبية والظهارة الصباغية. يحدث الانفصال أحيانًا بسبب تقلص الألياف الكولاجينية الدقيقة في الخلط الزجاجي، والتي تسحب مناطق الشبكية نحو الجزء الداخلي من الكرة الأرضية.[28]
- العمى الليلي : يحدث العمى الليلي لأي شخص يعاني من نقص حاد في فيتامين أ. والسبب في ذلك هو أنه بدون فيتامين أ، فإن كميات الشبكية والرودوبسين التي يمكن تكوينها تكون منخفضة بشدة. تسمى هذه الحالة بالعمى الليلي لأن كمية الضوء المتوفرة في الليل قليلة جدًا للسماح بالرؤية الكافية للأشخاص الذين يعانون من نقص فيتامين أ.[23]

### التشخيص
يتوفر عدد من الأدوات المختلفة لتشخيص الأمراض والاضطرابات التي تصيب الشبكية. تنظير العين والتصوير الفوتوغرافي قاع وقد استخدمت لفترة طويلة لفحص شبكية العين. في الآونة الأخيرة، تم استخدام البصريات التكيفية لتصوير قضبان ومخاريط فردية في شبكية العين البشرية الحية، وقد صممت شركة مقرها في اسكتلندا تقنية تسمح للأطباء بمراقبة الشبكية الكاملة دون أي إزعاج للمرضى.
في مخطط كهربية تستخدم ل غير جراحية قياس النشاط الكهربائي للشبكية العين، والذي يتأثر بعض الأمراض. تقنية جديدة نسبيًا، أصبحت متاحة الآن على نطاق واسع، هي التصوير المقطعي البصري (OCT). تسمح هذه التقنية غير الغازية للشخص بالحصول على تصوير مقطعي ثلاثي الأبعاد أو عالي الدقة للتركيبات الدقيقة لشبكية العين، بجودة نسيجية. تحليل الأوعية الدموية في شبكية العين هو طريقة غير جراحية لفحص الشرايين والأوردة الصغيرة في شبكية العين مما يسمح باستخلاص استنتاجات حول مورفولوجيا ووظيفة الأوعية الصغيرة في أماكن أخرى من جسم الإنسان. لقد تم تأسيسه كمتنبئ لأمراض القلب والأوعية الدموية ويبدو أنه يمتلك، وفقًا لدراسة نُشرت في عام 2019، إمكانات في الكشف المبكر عن مرض الزهايمر.

### علاج أو معاملة
يعتمد العلاج على طبيعة المرض أو الاضطراب.

#### طرق العلاج الشائعة

أجزاء العين: مقطع في العين وعصب الرؤية:
1.الصلبة العينية (Lederhaut)
2. المشيمية (Choroidea)
3. قناة شليم (Sinus venosus sclerae)
4. الحلقة الشريانية (Circulus arteriosus iridis major)
5. القرنية (Cornea)
6. قزحية (Iris)
7. حدقة العين (Pupilla)
8. الغرفة الأمامية (Camera anterior bulbi)
9. الغرفة الخلفية (Camera posterior bulbi)
10. الجسم الهدبي (Corpus ciliare)
11. العدسة (Lens)
12. سائل زجاجي (Corpus vitreum)
13. الشبكية (Retina) وطبقة الملونات
14. عصب العين (Nervus opticus)
15. ألياف منطقية (Fibrae zonulares)

فيما يلي طرق شائعة لإدارة أمراض الشبكية:
- الأدوية داخل الجسم الزجاجي، مثل علاج عامل النمو البطاني المضاد للأوعية الدموية أو عوامل الكورتيكوستيرويد.
- جراحة الشبكية والجسم الزجاجي.
- استخدام المكملات الغذائية.
- تعديل عوامل الخطر الجهازية لأمراض الشبكية.

## التاريخ
في عام 1894، نشر سانتياغو رامون إي كاخال أول توصيف رئيسي للخلايا العصبية في الشبكية في شبكية الفقاريات (بالألمانية: Retina der Wirbelthiere).
فاز كل من جورج والد وهلدان كيففر هارتلاين وراجنار جرانيت عام 1967 بجائزة نوبل في علم وظائف الأعضاء أو الطب عن أبحاثهم العلمية حول شبكية العين.
حسبت دراسة حديثة أجرتها جامعة بنسلفانيا أن عرض النطاق الترددي التقريبي لشبكية العين البشرية هو 8.75 ميغابت في الثانية، في حين أن معدل نقل شبكية العين لخنزير غينيا هو 875 كيلوبت في الثانية.
أظهر ماكلارين وبيرسون وزملاؤه في جامعة كوليدج لندن ومستشفى مورفيلدز للعيون في لندن، في عام 2006، أن الخلايا المستقبلة للضوء يمكن زرعها بنجاح في شبكية عين الفأر إذا كانت خلايا المتبرع في مرحلة نمو حرجة. أظهر آدر وزملاؤه مؤخرًا في دبلن، باستخدام المجهر الإلكتروني، أن المستقبلات الضوئية المزروعة شكلت روابط متشابكة.
في عام 2012، أطلق سيباستيان سيونغ ومختبره في معهد ماساتشوستس للتكنولوجيا آي واير، وهي لعبة علمية للمواطنين على الإنترنت حيث يتتبع اللاعبون الخلايا العصبية في شبكية العين. تتمثل أهداف مشروع آي واير في تحديد أنواع خلايا معينة ضمن الفئات العريضة المعروفة لخلايا الشبكية، ورسم خرائط للوصلات بين الخلايا العصبية في شبكية العين، مما سيساعد على تحديد كيفية عمل الرؤية.

## شبكية العين

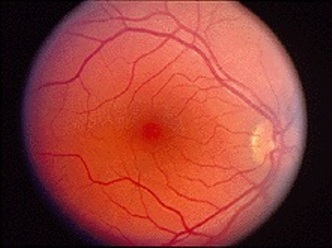
شبكية العين

شبكية العين الفقارية عبارة عن نسيج حساس للضوء يبطن الطبقة الداخلية للعين، ولقد توصل علم البصريات إلى تحليل الصور المرئية على الشبكية، حيث تقوم بنفس وظيفة الكاميرا أثناء تصويرالافلام. فعند وصول الضوء للشبكية تبدأ سلسلة من الأحداث الكيميائية والكهربية التي تؤدى إلى وجود النبضات العصبية التي يتم إرسالها إلى مراكز بصرية متنوعة داخل المخ حيث يتم النقل خلال العصب البصري.
في التطور الجينى للفقاريات: تنشا شبكية العين والعصب البصري من امتدادات التنمية المخية فلذلك نجد أن الشبكية تعتبر جزء من الجهاز العصبي المركزي ونجد كذلك أن شبكية العين هي الجزء الوحيد الظاهر والغير غائر من الجهاز العصبي المركزي.
نجد كذلك أن شبكية العين عبارة عن بنية معقدة مكونة من عدة طبقات من الخلايا العصبية مرتبطة مع بعضها عن طريق ما يسمى المشابك (بالإنجليزية: synapses) وهي عبارة عن التقاء خليتين مع بعضهما البعض، ونجد كذلك أن الخلايا العصبية الحساسة للضوء فقط تكون خلايا مستقبلة للضوء، حيث تقوم هي باستقبال الضوء وتنقسم إلى نوعين :
1ـ العصي (بالإنجليزية:  rods) ووظيفتها الرئيسية في الضوء الخافت حيث تعمل على توفير رؤية الأبيض والأسود وهي أكثر عدد وتتركز في اطراف الشبكية.
2ـ المخاريط (بالإنجليزية:  cones) ووظيفتها دعم الرؤية بالنهار وإدراك باقي الألوان وتتركز في مركز الشبكية.
ويوجد نوع ثالث وهو نوع قليل من مستقبلات الضوء وهو عبارة عن خلايا عقدية (عصبونات الشبكية) حساسة للضوء وهي ذات أهمية للاستجابات الانعكاسية في ضوء النهار الساطع.
تخضع الإشارة العصبية الصادرة من الخلايا النبوتية والمخروطية لعملية معقدة من خلال خلايا عصبية أخرى في الشبكية ويأخد الخرج شكل إشارات حركية في الخلايا العقدية الموجودة بشبكية العين والتي لها ليفة عصبية تكون العصب البصري. وهناك عدة سمات للإدراك البصري يمكن إرجاعها إلى ترميز الشبكية والعملية الضوئية.

## تشريح الشبكية

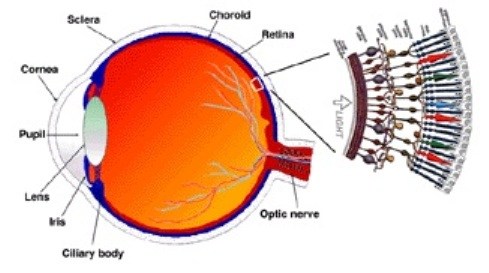
التشريح الدقيق للشبكية.

عند دراسة قطاع في الشبكية  نجد أن الشبكية في الإنسان وفي الفقريات مكونة من عشر طبقات مميزة هي من الداخل إلى الخارج، وهي:
(1) غشاء داخلي محدود.
(2) طبقة نسيج عصبي.
(3) طبقة الخلايا العقدية (خلايا جانجليونية) حيث تؤدى إلى تكون خلايا العصب البصري.
(4) طبقة داخلية ضفيرية الشكل.
(5) الطبقة النووية الداخلية تحتوى على خلايا ذات قطبين (نوع من أنواع الخلايا العصبية).
(6) طبقة خارجية ضفيرية الشكل.
(7) طبقة نووية خارجية.
(8) غشاء خارجي محدود، وهو يفصل بين القطع الداخلية للأجزاء المستقبلة للضوء والخلايا النووية.
(9) طبقة مستقبلة للضوء عبارة عن العصي والمخاريط.
(10) نسيج طلائ صبغي للشبكية.
- توجد كذلك هياكل إضافية ولكن ليس لها صلة بالرؤية حيث توجد على شكل امتدادات لشبكية العين في بعض المجموعات من الفقاريات، ففي الطيور نجد البكتين (بالإنجليزية: pectin) وهو عبارة عن هيكل وعائي له شكل معقد حيث يبرز من الشبكية ويقوم بإمداد العين بالأكسجين والمواد الغذائية، ومن الممكن أن يساعد في الرؤية وفي الزواحف بالمثل ولكنها أكثر بساطة في البنية. في الإنسان تقوم المشيمية التي تغطي النسيج الطلائي الصبغي للعين بمهمة تغذية الخلايا المستقبلة للضوء.

## الرؤية

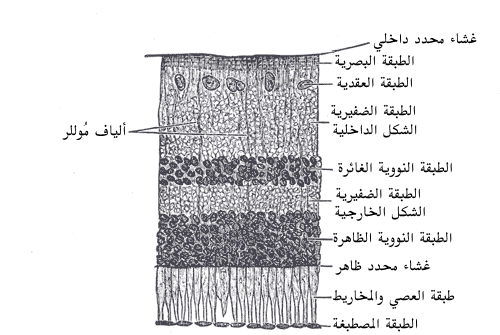
مقطع في الشبكية : في الطبقة 3 توجد عصبونات الشبكية/خلية عقدية. وفي الطبقة 9 توجد الخلايا النبوتية والمخروطية. يسقط الضوء من أعلى إلى أسفل.

يمكن تبسيط العمليات الخاصة بالرؤية في 4 مراحل: استقبال الضوء، انتقال الإشارات عبر الخلايا الثنائية، انتقال الإشارات عبر الخلايا الجانجليونية خلايا العقدة وهي تحوي أيضا مستقبلات للضوء، ثم انتقال الإشارات إلى المخ عن طريق عصب العين.
يسقط الضوء القادم من عدسة العين على الطبقة 1 ويستمر في طريقه خلال الخلايا وكلها شفافة حتى يصل على الطبقة 9 حيث الخلايا النبوتية والخلايا المخروطية. فإذا كانت الإنارة كافية (في النهار مثلا) تقوم الخلايا المخروطية بعمل صورة واضحة ملونة، وترسل إشاراتها في هيئة أشارات كهروكيميائية إلى الطبقات 8، 7، 6، 5... حتى الطبقة 3 حيث تجمع العصبونات الجانجليونية الإشارات إلى عصب العين الذي ينقلها بدوره إلى الدماغ. تقوم الدماغ بتحليل الإشارات وترتبها بحيث نري الصورة.

## معرض صور

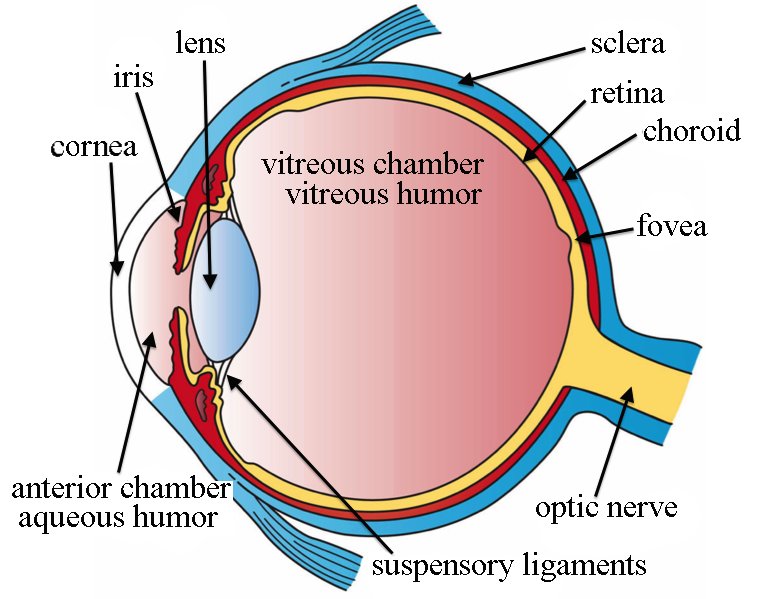
وصفت هياكل العين
منظر آخر للعين وهياكل العين المسمى
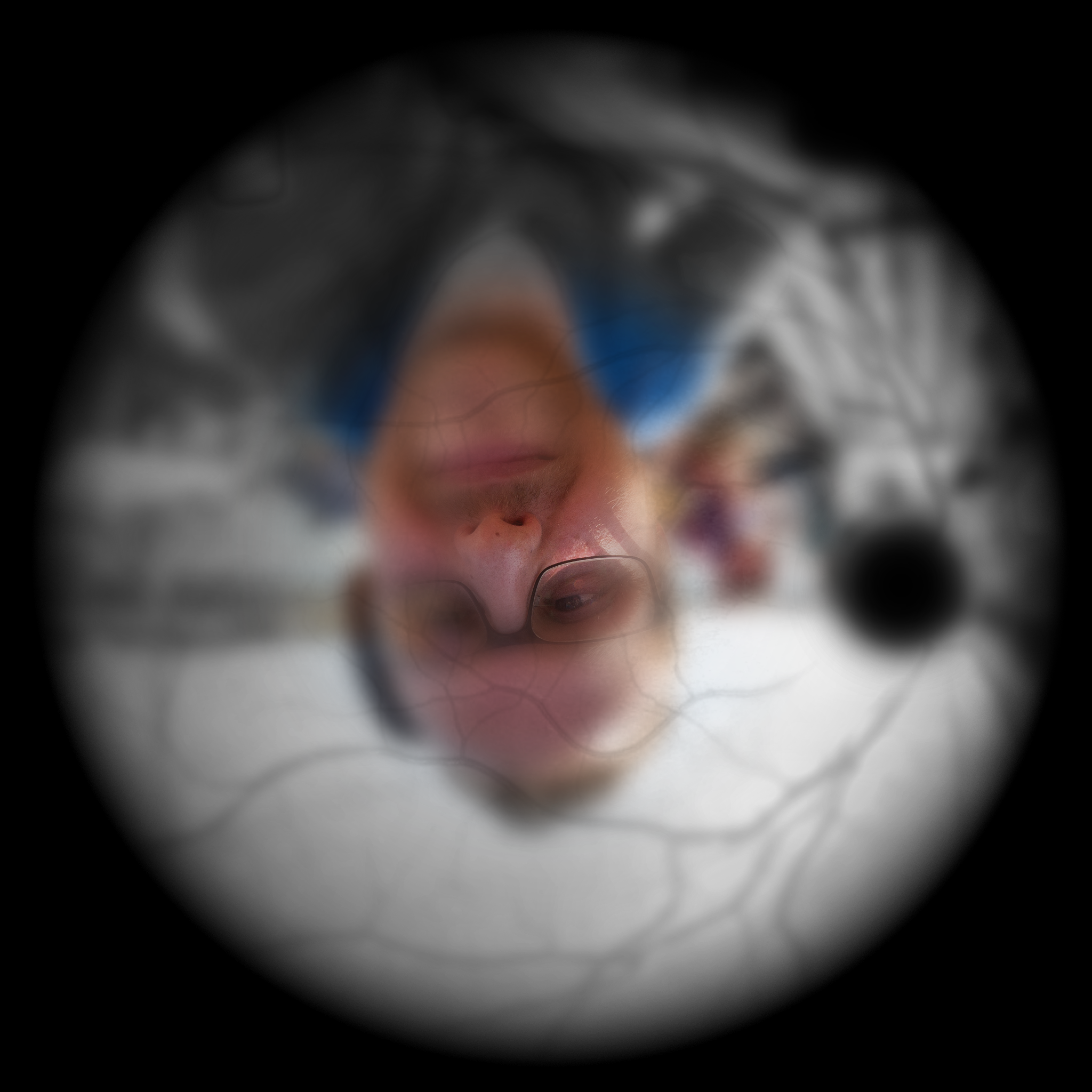
رسم توضيحي للصورة "كما تراها" شبكية العين بشكل مستقل عن العصب البصري ومعالجة القشرة المخية.

## وصلات خارجية
- صور نسيجية: 07901loa — نظام تعلم علم الأنسجة في جامعة بوسطن
- مدلاين بلس 002291